# تشاك بيكر
تشاك بيكر (بالإنجليزية: Chuck Baker)‏ هو لاعب كرة قاعدة أمريكي، ولد في 6 ديسمبر 1952 في سياتل في الولايات المتحدة.

## وصلات خارجية
- تشاك بيكر على موقعبيزبول رفرنس.كوم (الدوري الرئيسي) (الإنجليزية)
- تشاك بيكر على موقعبيزبول رفرنس.كوم (الدوري الثانوي) (الإنجليزية)
- تشاك بيكر على موقع مشجعي الرسوم البيانية (الإنجليزية)